# Artediellus schmidti
Artediellus schmidti är en fiskart som beskrevs av Soldatov, 1915. Artediellus schmidti ingår i släktet Artediellus och familjen simpor. Inga underarter finns listade i Catalogue of Life.